# Киселёв, Андрей Евдокимович
Андрей Евдокимович Киселёв (11 октября 1868 — ?) — учитель, депутат Государственной думы II созыва от Тамбовской губернии.

## Биография
Родился в семье крестьянина села Степановка Тамбовского уезда Тамбовской губернии. Выпускник Тамбовского Екатерининского учительского института, по окончании которого поступил народным
учителем в одно из сёл тамбовского уезда, где и служил около 10 лет. После этого поступил в конторщики Рязанско-Уральской  железной дороги в Саратове, а последние 4 года занимал ту же должность в городе Козлове Тамбовской губернии.  Во время Первой русской революции 1905 года, пользуясь симпатиями рабочих козловских мастерских, в период октябрьских и декабрьских забастовок, являлся их делегатом почти на всех железнодорожных съездах, принимая энергичное участие в их работах. В декабре 1905 года за участие в стачечном комитете был арестован и просидел в козловской тюрьме около 4 месяцев. С июля 1906 года занял пост письмоводителя на Невском (Семянниковском) судостроительном и механическом заводе в Петербурге, переехал в столицу вместе со своим семейством. По мнению современников "хорошо владел пером", писал преимущественно беллетристические очерки  в «Журнал для всех» и «Саратовский дневник». Совместно с братом владел надельной землей и усадьбой в селе Степановка Тамбовского уезда.
Перед выборами в II-ю Государственную думу уехал на родину и сумел быстро сорганизовать крестьян и прошёл от волости 
в уполномоченные, а потом и в выборщики. Тамбовский губернатор Н. П. Муратов заявил протест с избранием съездом уполномоченных Тамбовского уезда Андрея Евдокимовича выборщиком. Основанием для протеста являлось утверждение, что Киселёв не может считаться самостоятельным домохозяином. Но 3 февраля 1907 года губернская избирательная комиссия и её председатель С. И. Комсин утвердили  избрание выборщиком Киселёва, на том основании, что он каждый год приезжал на родину, в село Степановка, для участия в севе и уборке урожая.
6 февраля 1907 избран в Государственную думу II созыва от съезда уполномоченных от волостей Тамбовской губернии. 16 февраля при проводах новоизбранного депутата А. Е. Киселёва для работы в Думе на железнодорожной станции Тамбов прошла крупная  манифестация. В Государственной Думе Киселёв вошёл в состав Трудовой группы и фракции Крестьянского союза, позднее стал членом Народно-социалистической фракции. Состоял членом думской аграрной комиссии и комиссии по народному образованию. Участвовал в прениях по аграрному вопросу.
После третьеиюньского переворота был автором открытых писем к крестьянам, в которых критиковал действия властей. Его письма распространялись в виде листовок в селах Тамбовского уезда. Служил учителем в Могилёвском частном учебном заведении. В декабре 1908 был арестован, а в марте 1909 года его выпустили под залог (300 рублей). На закрытом судебном заседании был осуждён на 10 месяцев тюрьмы.
В июне 1917 года избран членом Центрального комитета Трудовой народно-социалистической партии, сотрудничал с её центральной газетой «Народное слово». На выборах в Учредительное собрание баллотировался от Трудовой народно-социалистической партии по Тамбовской губернии, однако избран не был.
Детали дальнейшей судьбы и дата смерти неизвестны.

## Сочинения
- Киселёв А. Е. Из воспоминаний. С. 138 - 147 // Железнодорожники в 1905 году /Сост. М. X. Данилов, П. Г. Сдобнов. - М.: Трансжелдориздат, 1940. - 259 с.

### Рекомендуемые источники
- Буланова Л .В, Токарев Н. В. Представители тамбовского крестьянства - депутаты Государственной думы I-IV созывов // Общественно-политическая жизнь Российской провинции XX века. Тамбов, 1991. Выпуск 2;
- Земцев Л. И. Крестьяне Центрального Черноземья в Государственной думе I созыва // Крестьяне и власть. Тамбов, 1995;
- Тамбовская энциклопедия. Тамбов, 2004.
- Члены 2-й Государственной Думы [Биографии. Сравнительная характеристика 1-й и 2-й думы. Алфавитный указатель]. СПб.: Пушкинская скоропечатня, 1907. xii, 124 с. 18 см.

### Архивы
- Государственный архив Тамбовской области. Фонд 161. Опись 1. Дело 9104. Лист 60; Фонд 272. Опись 1. Дело 1240;
- Российский государственный исторический архив. Фонд 1278. Опись 1 (2-й созыв). Дело 197; Дело 571. Лист 7, 8, 28.